# OpenLux
OpenLux est une enquête journalistique menée par le journal Le Monde en collaboration avec seize autres journaux (Le Soir en Belgique, Süddeutsche Zeitung en Allemagne, etc.), consacrée aux caractéristiques de paradis fiscal du Luxembourg, et publiée en février 2021.

Logo de l'enquête.

## Objet et méthode de travail
L'enquête OpenLux, contrairement aux enquêtes similaires passées telles que LuxLeaks, Panama Papers ou Malta Files, ne s'appuie pas sur une fuite de données obtenue à l'aide de lanceurs d'alerte. Elle repose sur le téléchargement automatisé et massif (web scraping), par le service du Monde Les Décodeurs, de bases de données publiques — mais difficiles d'accès — luxembourgeoises : le registre du commerce et des sociétés (RCS) et surtout le registre des bénéficiaires effectifs (RBE),,. Ce dernier, rendu public en septembre 2019 par le Luxembourg (qui est l'un des premiers pays européens à se conformer à la cinquième directive européenne LCB-FT portant sur la transparence financière), recense théoriquement les déclarations de chaque entreprise quant à ses bénéficiaires réels,.
Les journalistes ont ainsi pu construire une base de données des 140 000 entités immatriculées au Luxembourg, étançonnée par les 3,3 millions de documents financiers ou administratifs issus du RCS.

## Principales informations publiées

### Proportion de sociétés offshores au Luxembourg
Selon Le Monde, l'enquête confirme que « le Grand-Duché est, à rebours de ce qu’affirment les autorités luxembourgeoises, un véritable centre offshore, à mi-chemin entre la City de Londres et les îles Vierges britanniques ». Dans ce pays dont le secteur financier représente un quart de l'économie, 45 % des sociétés sont des sociétés offshore, sans activité réelle locale, et leurs 6 500 milliards d’euros d'actifs représentent 85 % du total des actifs des sociétés luxembourgeoises. Par ailleurs, 87 % des sociétés domiciliées au Luxembourg sont dirigées par des personnes non luxembourgeoises,,.

### Mécanismes et montages financiers
Plusieurs montages financiers d'optimisation fiscale sont illustrés par l'enquête OpenLux.

#### Montages de réinvestissement des profits dans d'autres sociétés
Certaines grandes fortunes ou entreprises créent une société luxembourgeoise qui n'est qu'une « boîte aux lettres » destinée à être le réceptacle des capitaux et actifs qui échappent dès lors à la fiscalité du pays d'origine : l'imposition sur les dividendes est évitée lorsqu'ils sont réinvestis sur le marché en détenant, par exemple, des parts dans d'autres sociétés par un système de holding. Ces pratiques permettent de bénéficier d'une « fiscalité douce », voire d'éluder totalement la part contributive qui serait due sans ce montage,.

#### Montages utilisant les emprunts intragroupes
Les entreprises peuvent aussi éluder l'impôt sur les sociétés (lequel est d'environ 30 %, en France, par exemple) en empruntant de l'argent à un taux élevé auprès d'une société offshore luxembourgeoise leur appartenant (prêt intragroupe) : les intérêts qu'elle lui verse sont déduits de ses revenus imposables dans le pays d'origine (optimisation fiscale par sous-capitalisation) et sont exonérés de toute imposition au Luxembourg, leur permettant d'échapper totalement à l'impôt.

#### Montages sur les revenus issus de la propriété intellectuelle
Le Luxembourg, comme d'autres pays, utilise dans les années 2010 une Patent Box, c'est-à-dire un régime d'imposition des revenus issus de la propriété intellectuelle (brevets, marques, droits à l'image, etc.) très favorable. Il permet des schémas d'optimisation fiscale qui consistent à déplacer vers le Grand-Duché les profits issus de la propriété intellectuelle où l'imposition est plus basse que dans le pays d'origine de réalisation de ces profits. Concrètement, une entreprise ou une personnalité A transfère ses marques, droits à l'image ou droits d'auteur dans une société offshore luxembourgeoise B, dénuée d'activité réelle et qui lui appartient. Pour faire usage de ces marques ou droits, l'entité A doit dès lors verser des redevances à l'entité B sise au Luxembourg où les revenus ne sont imposés qu'à hauteur de 3 %,.

#### Montages relatifs aux biens immobiliers
Sur le seul terrain de l'immobilier, une multitude de biens français dont des châteaux, des villas de luxe et des chalets sont détenus par des sociétés dont le siège est au Luxembourg afin de profiter d'une faille fiscale (disparue pour l'essentiel en 2017) : lorsqu'un bien français est détenu par une société luxembourgeoise, les deux États considèrent que le bien doit être taxé dans l'autre pays, si bien qu'il ne l'est en définitive nulle part.
D'autres pays sont concernés par des montages financiers au Luxembourg. Des pans entiers de villes comme Londres ou Berlin sont ainsi acquis au travers de montages qui contribuent à l'envolée des prix tout en permettant au réel propriétaire de ne pas être directement identifiable, ni de payer d'impôts. Les biens ainsi mis à l'abri des fiscalités nationales concernées débordent largement ce cadre et comportent des yachts, des hélicoptères, des jets privés et de gros avions, des catalogues de musique, des droits sur les images, des œuvres d'art, la liste, selon les auteurs de l'enquête, est interminable.

#### Légalité des montages financiers
Ces manœuvres sont illégales si elles ne sont pas déclarées au fisc et, même déclarées, elles peuvent faire l'objet de poursuites si l'administration fiscale estime que la création de la société luxembourgeoise n'a pour autre objet que de se soustraire à l'impôt. La charge de la preuve lui incombe cependant, ce qui rend les poursuites peu fréquentes,.
Outre l'aspect légal, ces mécanismes peuvent également soulever un questionnement moral puisque des particuliers ou des entreprises qui bénéficient de l'infrastructure collective, de subsides éventuels, ou encore de travaux de recherches réalisés par les universités privent l'État de toute contrepartie contributive,.

### Évolution de la transparence financière au Luxembourg
Les journalistes créditent le Luxembourg d'être l'un des cinq premiers pays européens à avoir mis en place un registre des bénéficiaires effectifs (RBE) — qui permet d'identifier les personnes physiques réellement bénéficiaires d'une société —, afin de se conformer à la plus récente directive européenne antiblanchiment,. L'Organized Crime and Corruption Reporting Project constate par ailleurs que, globalement, la transparence au Luxembourg en matière financière est meilleure que cinq ans auparavant. Toutefois, l'enquête aboutit à la conclusion que le Luxembourg est toujours une juridiction opaque et l'un des cinq principaux paradis fiscaux au monde,.
Le registre des bénéficiaires effectifs n'est pas exempt de critiques. Ainsi que le soulignent les journalistes, sur les 140 165 entités recensées au Luxembourg, seule une grosse moitié (72 350) a indiqué un bénéficiaire effectif. Près d'une société sur cinq faillit à son obligation de déclaration. Trente autres pourcents des sociétés indiquent ne pouvoir identifier aucun bénéficiaire effectif, se fondant sur la directive européenne qui n'oblige la divulgation de l'identité des bénéficiaires effectifs que s'ils possèdent plus de 25 % des parts d'une société — si tous les actionnaires sont en deçà de ce seuil, c'est alors le nom d'un dirigeant qui doit être indiqué, mais il peut s'agir d'un homme de paille,.
Quant aux seuls fonds d'investissement — au nombre de 15 000, soit plus que dans n'importe quel autre pays, écrit le Süddeutsche Zeitung — une enquête de l'ONG Transparency International indique que 80 % d'entre eux ne déclarent aucun bénéficiaire,,.
Outre cette incomplétude, le RBE ne garde pas en mémoire les données sur les sociétés qui ont été dissoutes et ne permet des recherches que par société, et non par bénéficiaire ; ces caractéristiques restreignent son utilité,.

### Usage des sociétés luxembourgeoises par les multinationales
En 2014, les Luxembourg Leaks montrent que de nombreuses multinationales sont implantées au Luxembourg pour profiter de rescrits fiscaux réduisant drastiquement leur imposition. La disparition de ces rescrits fiscaux, la publication des recommandations Base erosion and profit shifting (BEPS) de l'OCDE et leur déclinaison sous forme de directive européenne amènent cependant de nombreuses entreprises à faire le choix de quitter le Luxembourg (soit pour d'autres paradis fiscaux, soit pour les rapatrier dans le pays où elles mènent leurs activités). Selon l'enquête OpenLux, 40 % des entreprises citées en 2014 pour avoir bénéficié de rescrits fiscaux ont été dissoutes. Néanmoins, le Grand-Duché offre toujours des possibilités d'optimisation fiscale. Ainsi, en France, vingt-neuf des trente-sept groupes du CAC 40 dont le siège social est en France possèdent un total de 166 filiales au Luxembourg ; seuls 28 % d'entre elles correspondent à une activité réelle. L'intégralité des entreprises interrogées par Le Monde dément toute motivation fiscale dans ces implantations, en dépit des mécanismes bien réels d'optimisation fiscale dans le Grand-Duché.

### Usage des sociétés luxembourgeoises par les grandes fortunes
Parmi les bénéficiaires directs de sociétés luxembourgeoises identifiés par l'enquête se trouvent au moins 266 milliardaires (parmi les plus de 2 000 recensés par le magazine Forbes),,. Si 157 nationalités sont représentées parmi ces bénéficiaires directs, la France occupe le haut du tableau avec 17 000 sociétés pour 14 704 bénéficiaires effectifs identifés,. À la seconde place des bénéficiaires effectifs étrangers se trouvent les Belges, au nombre 10 006, suivis de loin (moins de 5 000 bénéficiaires) par les Allemands et les Italiens.
Les plus grandes richesses de France sont particulièrement friandes de ces sociétés offshores, puisque plus d'un tiers des 500 premières fortunes françaises (répertoriées par le magazine Challenges) possèdent des sociétés luxembourgeoises. Plus encore, trente-sept des cinquante familles françaises les plus fortunées possèdent à elles seules 535 sociétés domiciliées dans le Grand-Duché, représentant un total de 92 milliards d'euros d'actifs au total. Interrogés par Le Monde, ces milliardaires indiquent souvent « avoir été entraînés malgré eux dans ces montages au Luxembourg », ou bien encore y recourir pour bénéficier de la stabilité de la législation du Grand-Duché, mais nient tous être motivés par une volonté d'optimisation fiscale. Néanmoins, relève le quotidien, ces montages financiers leur sont de fait profitables et les grandes fortunes seraient souvent motivées par la volonté de mettre leurs actifs à l'abri de tout blocage des capitaux ou ponction fiscale pouvant survenir dans leur pays d'origine, ou encore de « soustraire leur fortune aux regards trop curieux ».

### Blanchiment d'argent et implantation de la mafia italienne
L'enquête OpenLux met également au jour la présence, parmi les bénéficiaires effectifs de sociétés luxembourgeoises, de nombreuses personnalités accusées ou condamnées pour corruption. C'est notamment le cas d'Abdul Rahman El-Assir, en fuite depuis sa condamnation par la justice française dans le cadre de l'affaire Karachi, de Frank Fredericks, mis en examen et soupçonné de corruption lorsqu'il était membre du Comité international olympique, du milliardaire indonésien Sukanto Tanoto déjà condamné pour fraude fiscale, ou encore de Marouane Mabrouk, gendre du dictateur Zine el-Abidine Ben Ali, suspecté de corruption et à ce titre visé dans l'Union européenne par un gel de ses avoirs.
Sont également présents au Luxembourg plusieurs groupes mafieux étrangers. Maxim Lalakin, suspecté par la justice espagnole d'être le chef de la pègre russe de Podolsk, a ainsi investi 28 millions d'euros dans une société luxembourgeoise. Par ailleurs, la 'Ndrangheta (la mafia de Calabre, en Italie) est implantée dans la ville luxembourgeoise de Differdange, à la frontière de la Belgique et de la France, où une vingtaine de jeunes Italiens originaires de la ville de Mammola ont ouvert au fil des ans des restaurants avec un faible apport en capital. Tous suivent le même schéma, qui les voit rapidement fermer et les sociétés attachées ne déclarer aucune activité économique, schéma susceptible de servir au blanchiment d'argent. L'un de ces restaurants a été repris par Santo Rumbo — le fils d'un ponte de la mafia —, suspecté d'avoir gravi les échelons de la 'Ndrangheta,,,.

## Médias partenaires
Dix-sept médias ont participé à l'enquête OpenLux :
- Le Monde (France) ;
- Süddeutsche Zeitung (Allemagne) ;
- Le Soir (Belgique) ;
- Organized Crime and Corruption Reporting Project (OCCRP ; collectif) ;
- IrpiMedia (Italie) ;
- McClatchy / The Miami Herald / El Nuevo Herald (États-Unis) ;
- Woxx (Luxembourg) ;
- iStories (Russie) ;
- Arab Reporters for Investigative Journalism (ARIJ ; collectif) ;
- Krik (Serbie) ;
- Bivol (Bulgarie) ;
- investigace.cz (République tchèque) ;
- Piauí (en) (Brésil) ;
- Tempo (Indonésie) ;
- Armando Info (Venezuela) ;
- La Nación (Argentine) ;
- Inkyfada (Tunisie).

## Personnalités concernées
Une multitude de personnalités sont concernées par ces révélations :
- L'homme d'affaires français Xavier Niel détient l'opérateur suisse Salt Mobile par l'intermédiaire d'un montage financier utilisant quatre sociétés domiciliées au Luxembourg[29],[30],[31] ;
- Les acteurs américains Brad Pitt et Angelina Jolie, qui possèdent le château de Miraval et son vignoble par l'intermédiaire d'une société luxembourgeoise, leur permettant de réduire leur imposition en France[4],[32] ;
- La chanteuse colombienne Shakira, mise en cause dans les Paradise Papers, en 2017, pour avoir domicilié ses droits d'auteur à Malte et au Luxembourg[11] ;
- L'homme d'affaires vénézuélien Alejandro Betancourt, pour le transfert dans des sociétés luxembourgeoises d'argent issu d'activités au Venezuela (notamment pétrolières) ayant fait l'objet d'accusations de corruption[23] ;
- Onze joueurs de l'équipe de Belgique de football possèdent ou ont possédé des sociétés luxembourgeoises, pour un total de 18,5 millions d'euros. Certains d'entre eux (notamment Eden Hazard, avec un total de près de 8 millions d'euros) les utilisent pour bénéficier de la faible imposition du Grand-Duché sur les revenus issus de la propriété intellectuelle ou du droit à l'image, d'autres (Marouane Fellaini et Romelu Lukaku) pour y loger des propriétés immobilières étrangères, ou encore investir dans des sociétés belges (Thomas Meunier)[11],[33],[34]. D'autres footballeurs, hors Belgique, ont recours à des montages similaires, à l'image de David Luiz, Nemanja Matić ou Hugo Lloris (ce dernier dément tout avantage fiscal)[11],[35].

## Réactions
Informé depuis deux mois de l'enquête réalisée sous l'égide du journal Le Monde, le Luxembourg publie le 7 février 2021, quelques heures avant les premières publications officielles par les différents partenaires sur quatre continents, un communiqué par lequel il conclut : « Étant donné que le pays respecte et a mis en œuvre toutes les règles et normes européennes et internationales applicables en matière de transparence fiscale, de lutte contre les abus fiscaux et de lutte contre le blanchiment des capitaux et le financement du terrorisme - et va même au-delà de ces exigences - le Luxembourg rejette les affirmations contenues dans cette série d'articles ainsi que la représentation totalement injustifiée du pays et de son économie. » L'opposition politique luxembourgeoise, pour l'essentiel, rejette également l'accusation selon laquelle le Grand-Duché serait un paradis fiscal, tout en reconnaissant un manque de moyens de la justice financière,.
Plusieurs députés européens, parmi lesquels Markus Ferber (PPE), Paul Tang (S&D) et Ernest Urtasun (Verts/ALE), dénoncent les pratiques fiscales du Luxembourg et l'inaction de la Commission européenne.
Pascal Saint-Amans, directeur fiscal de l'Organisation de coopération et de développement économiques (OCDE), estime que le Luxembourg étant l'un des premiers pays à mettre en place un registre des bénéficiaires effectifs, il est pris à son propre jeu de la transparence. Le haut fonctionnaire souligne que le Premier Ministre Xavier Bettel et le ministre des Finances Pierre Gramegna, tous deux arrivés au gouvernement en 2013, « ont appliqué toutes les règles internationales, [ce qui n'était] pas du tout le cas de leurs prédécesseurs, et se sont mis en conformité avec les règles internationales », mais qu'il demeure un héritage de l'époque précédente. De surcroît, indique-t-il, la régulation de l'optimisation fiscale des personnes physiques n'a pas encore été menée par la communauté internationale, à l'inverse de celle des personnes morales,,.
L'Association pour la taxation des transactions financières et pour l'action citoyenne relève que de nombreux médias français (TF1, BFM TV, Le Parisien, Le Figaro ou Le Point) ont peu couvert l’enquête OpenLux, leurs propriétaires étant eux-mêmes détenteurs de sociétés offshore au Luxembourg.